# ステファン・ドンプ＝ビェルナツキ

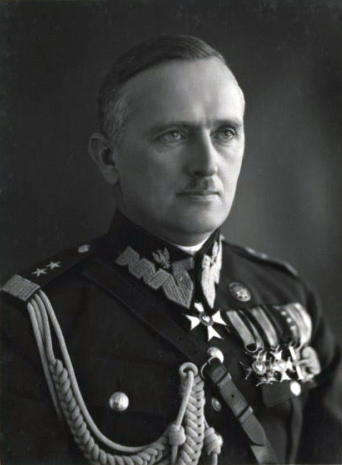

ステファン・ドンプ＝ビェルナツキ（Stefan Dąb-Biernacki；1890年1月7日 - 1959年2月9日）は、ポーランドの軍人。少将。
ブウォニェ近郊のグノイナ出身。1907年からポーランド独立のための非合法活動に参加し、後に銃兵連盟に加盟。1913年、連盟士官課程を修了。第一次世界大戦勃発と共に、1914年8月、ユゼフ・ピウスツキが指揮するオーストリア・ハンガリー軍のポーランド軍団に参加し、中隊長、大隊長を歴任した。軍団解散後、1917年8月にベニャミヌフに抑留される。非合法のポーランド軍事組織に加入し、チェハヌフの司令官に任命された。
1918年からポーランド軍。ポーランド・ソビエト戦争に従軍し、1918年11月から第32歩兵連隊長、1919年2月から第1旅団長、1920年7月から第1歩兵師団長。1926年11月からポーランド軍参謀本部附属特別委任将官。1930年12月、「ヴィルノ」軍監察官に任命。
1939年のポーランド侵攻時、ワルシャワ南方に位置する「プルスィ」軍（8個歩兵師団、1個騎兵旅団）を指揮。9月8日、ドイツ第10軍は防衛線を突破し、「プルスィ」軍を事実上壊滅させた。9月10日、彼の部隊は、「ルブリン」軍残余部隊と共にルブリン付近に集結した。T.ピスコル将軍の集団が降伏した後、包囲網を突破し、ハンガリー領内への退却を試みた。ビェルナツキ指揮下の部隊は、北部戦線となり、第1グループ（第1、第41歩兵師団、ヴォルコフ、マゾヴィエツ騎兵旅団）、第2グループ（第10、第39歩兵師団）、並びにヴワディスワフ・アンデルス将軍のグループに分かれた。9月22日、攻勢転移したが、翌日には独ソ両軍により包囲された。トマシュフ・ルベルスキ郊外で敗れた後、フランスに亡命した。
1939年～1940年、ポーランド人部隊を率いて、フランス防衛戦に参加。1940年、ダンケルクからイギリスに撤退。1940年～1945年、西部戦線のポーランド人部隊で闘う。
終戦後、イギリスに在住。